# Nunema namum
Nunema namum är en rundmaskart som beskrevs av Nathan Augustus Cobb 1933. Nunema namum ingår i släktet Nunema och familjen Choniolaimidae. Inga underarter finns listade i Catalogue of Life.